# Tramvajová doprava v Olomouci
Tramvajová doprava je v Olomouci páteří tamní sítě městské hromadné dopravy. Její provoz zajišťuje Dopravní podnik města Olomouce (DPMO), který v roce 2023 disponoval 69 tramvajovými vozy, které na celkem sedmi linkách slouží k pravidelné přepravě osob. Se svojí délkou 16,2 km tratí o rozchodu 1 435 mm je olomoucká tramvajová síť nejmenší sítí tramvajové dopravy na území České republiky.

## Historie

### Přelom 19. a 20. století

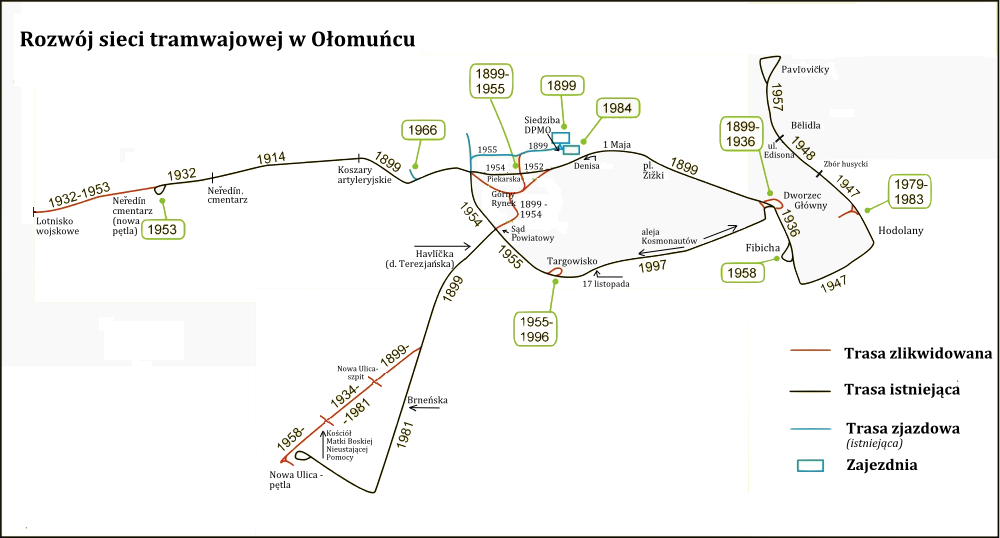
Mapa zobrazující rozvoj tramvajové sítě v Olomouci (polsky)

Hlavním impulsem pro zavedení tramvajové dopravy byla skutečnost, že železniční nádraží se nacházelo relativně daleko od centra města. Přestože tento velmi významný směr již od roku 1845 obsluhovaly omnibusy, bylo potřebné zajistit mnohem efektivnější dopravní řešení. Po mnohých studiích a projektech byla nakonec v posledním desetiletí 19. století zvolena elektrická tramvaj s normálním rozchodem 1435 mm (předtím se uvažovalo o provozu parní tramvaje). Stavební práce začaly roku 1897 současně i s likvidací hradeb starého města a skončily o dva roky později; slavnostní otevření tratí proběhlo 1. dubna 1899. Provozovatelem však nebylo město, ale soukromá společnost Siemens & Halske. Obě tratě (Dělostřelecká kasárna – Horní náměstí – Nádraží a Horní náměstí – Nová Ulice) byly konstruovány jako jednokolejné s výhybnami, ukončené úvratěmi (vyjma hlavního nádraží, kde se již nacházela smyčka – historicky první na území dnešní České republiky).
Pro zahájení provozu dodala vagónka Johann Weitzer ze Štýrského Hradce devět motorových a čtyři vlečné vozy.

### První polovina 20. století

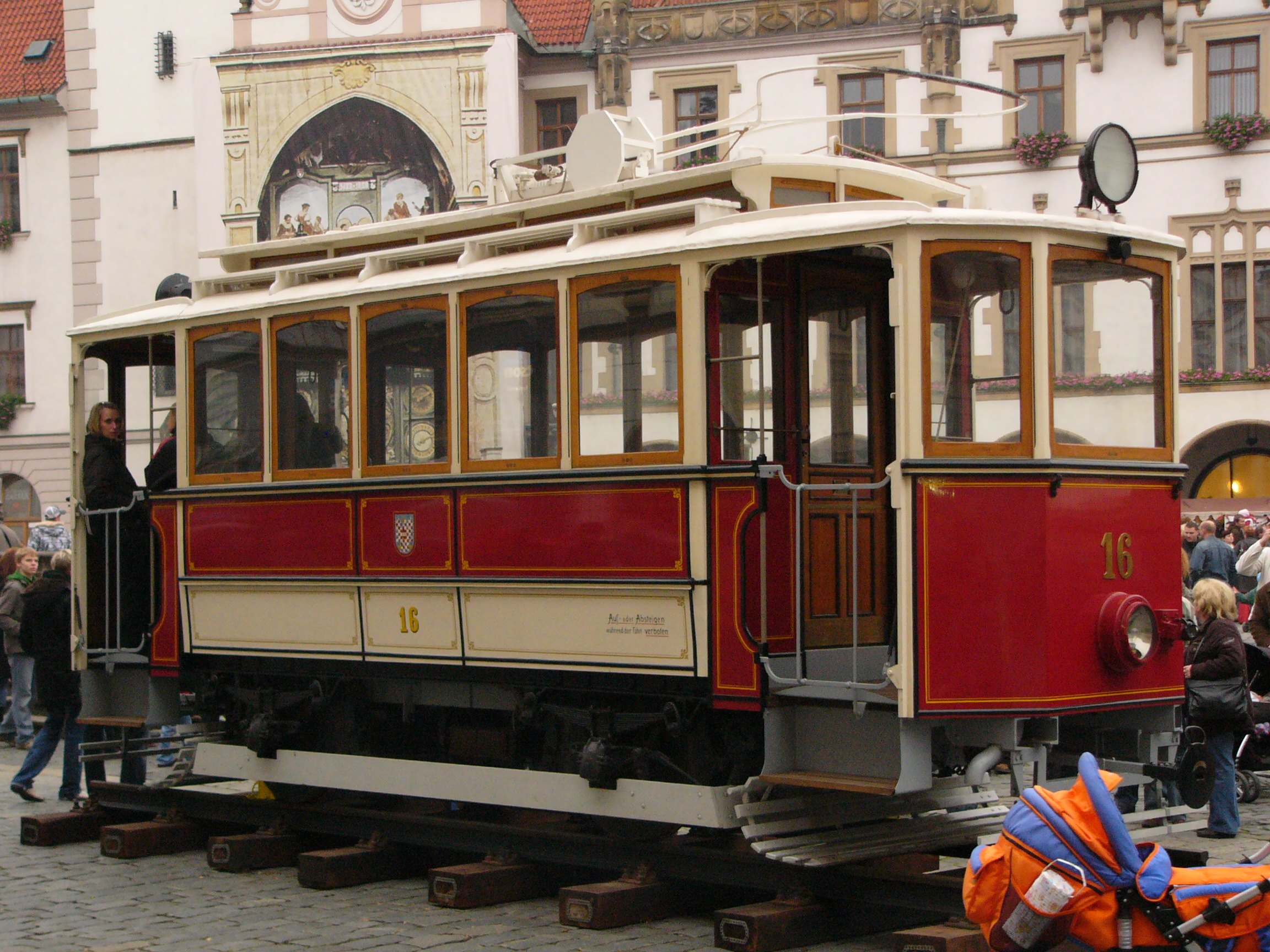
Tramvaj č. 16 v Olomouci má na svém boku městský znak, protože od roku 1904 provozuje tramvaje město.

Roku 1904 město vypovědělo soukromému provozovateli smlouvu a tramvajovou trať převzalo samo. Nedošlo ke změnám v rozsahu sítě, obměnil se ale vozový park. Časem se ukázalo, že nové vozy jsou příliš těžké a že je stávající mosty neunesou, a tak musely být následně přestavěny na vyšší nosnost. V provozu byly soupravy motorových a vlečných vozů s lyrovými sběrači.
Velkou změnou se stala, jako i jinde, první světová válka. Všechny práce na rozestavěných tratích byly okamžitě zastaveny (s výjimkou tratě na nový hřbitov v Neředíně, otevřené 3. října roku 1914), a celý provoz chřadl. Po vyhlášení republiky o čtyři roky později bylo proto nutné vše zmodernizovat. Roku 1923 došlo také k zavedení číselného označení linek. Hlavní změnou ve 30. letech se pak stalo otevření trati z Neředína k vojenskému letišti, byla to první (a dosud jediná) tramvajová trať na letiště v celé ČSR, jako součást velkého, nerealizovaného plánu na rozvoj olomouckých tramvají.
Příkladem zachovalého tramvajového vozu je vůz s evidenčním číslem 223, vyrobený roku 1930 Ringhofferovými závody v Praze. Tento typ používaný v městském provozu, byl vyráběn v letech 1905 až 1933 podle návrhu architekta Jana Kotěry. V Olomouci byl používán v letech 1947–1970. Zachovalo se jich pouze několik exemplářů, a proto byl vůz č. 223 vyhlášen v roce 1996 kulturní památkou.
Hlavní úsek celé sítě, spojení mezi nádražím a Žižkovým náměstím, podstoupil v roce 1940 zdvoukolejnění. Problémem při rozšiřování dalších tratí se však stala opět malá únosnost jednoho z mostů, a tak byl tímto způsobem upraven pouze tento úsek. Ke konci války byl navíc zničen most mezi nádražím a centrem, kvůli čemuž byla doprava na nádraží kompletně zastavena (k obnovení se přistoupilo až roku 1948, kdy se trať převedla na dřevěný provizorní most).

### Druhá polovina 20. století

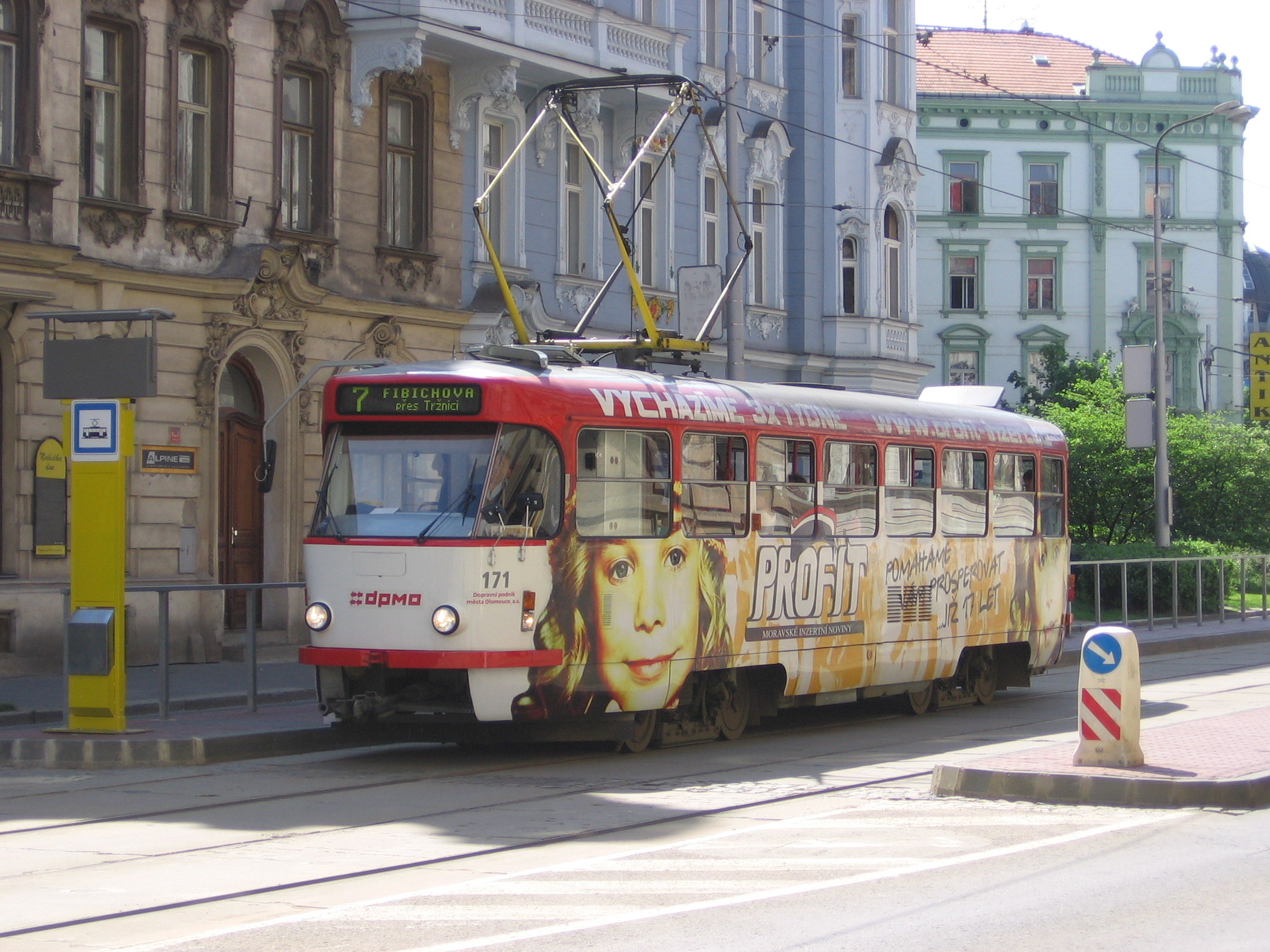
Olomoucký vůz T3R.P s celovozovou reklamou

V 50. letech probíhalo mnoho prací na zdvoukolejňování všech zbylých jednokolejných tratích a také byla postavena trať od hlavního nádraží do Pavloviček, která byla zprovozňována po etapách mezi roky 1947 a 1958. Trať k vojenskému letišti byla v roce 1953 zrušena jako nepotřebná a v Neředíně vznikla smyčka. Další významnou událostí 50. let se stala havárie při rekonstrukci Salmova paláce v centru města, následkem čehož musela být trať přeložena do ulic Pekařské a Mořické, navíc 22 měsíců provoz v tomto směru nefungoval.
Změnou, kterou přinesl konec 50. let, bylo zavedení jednosměrných tramvajových vozů, kvůli kterým tak musely být přebudovány všechny úvratě na jiný typ obratiště, což se podařilo na všech konečných s jednou výjimkou. Přestavbu konečné zastávky Bělidla nebylo možné technicky provést, proto bylo rozhodnuto o prodloužení tratě do Pavloviček a jejím ukončení blokovou smyčkou v Edisonově ulici. Provoz na této trati byl zahájen nejprve zkušební v prosinci 1957 a od ledna 1958 i s cestujícími. Kromě smyček byl také zprovozněn vratný trojúhelník na Nové Ulici, čímž síť byla připravena na nástup tramvají typu T.
V letech 1947 až 1967 bylo z důvodu nedostatku tramvají zakoupeno velké množství starších vozů z Prahy. V roce 1957 byly dodány první tramvaje PCC – deset vozů Tatra T1. V první polovině 60. let je následovalo pět tramvají Tatra T2 (včetně prvního prototypu). Výrazná obnova vozového parku však započala až dodávkami vozů Tatra T3 ve druhé polovině 60. let.
Stejně jako v jiných městech, například Ústí nad Labem či Českých Budějovicích, i v Olomouci se ozývaly hlasy požadující nahrazení tramvajové dopravy autobusovou. Vznikla sice studie, která měla tento přechod pečlivě rozvrhnout, přistoupeno k ní ale nebylo. I tak ale nedošlo k žádným významnějším změnám v celém provozu. Nové tratě nevznikaly a pouze se modernizoval vozový park vozy typu T. První vlaštovkou byla přestavba autobusového nádraží, díky čemuž musela být i zdejší tramvajová trať přestavěna. V roce 1981 došlo k velké rekonstrukci tratě na Novou Ulici, kdy v úseku Ječmínkovo náměstí (dnes Wolkerova) – Nová Ulice byla trať přeložena blíže k sídlišti Povel na samostatné těleso do Brněnské ulice. Původní trať v ulici I. P. Pavlova, vedoucí přes areál fakultní nemocnice, byla zrušena (včetně původního trojúhelníku Nová Ulice, který byl nahrazen dvoukolejnou smyčkou).
V 90. letech 20. století přibyly nové nízkopodlažní tramvajové vozy (Škoda 03T, známé také jako Astra). Zlepšila se i obsluha hlavního nádraží otevřením trati Tržnice – Hlavní nádraží v roce 1997. Dne 29. října 1998 byl zastupitelstvem města přijat nový územní plán, který potvrdil tramvajovou dopravu jako páteřní a počítal s jejím dalším rozšiřováním.

### 21. století

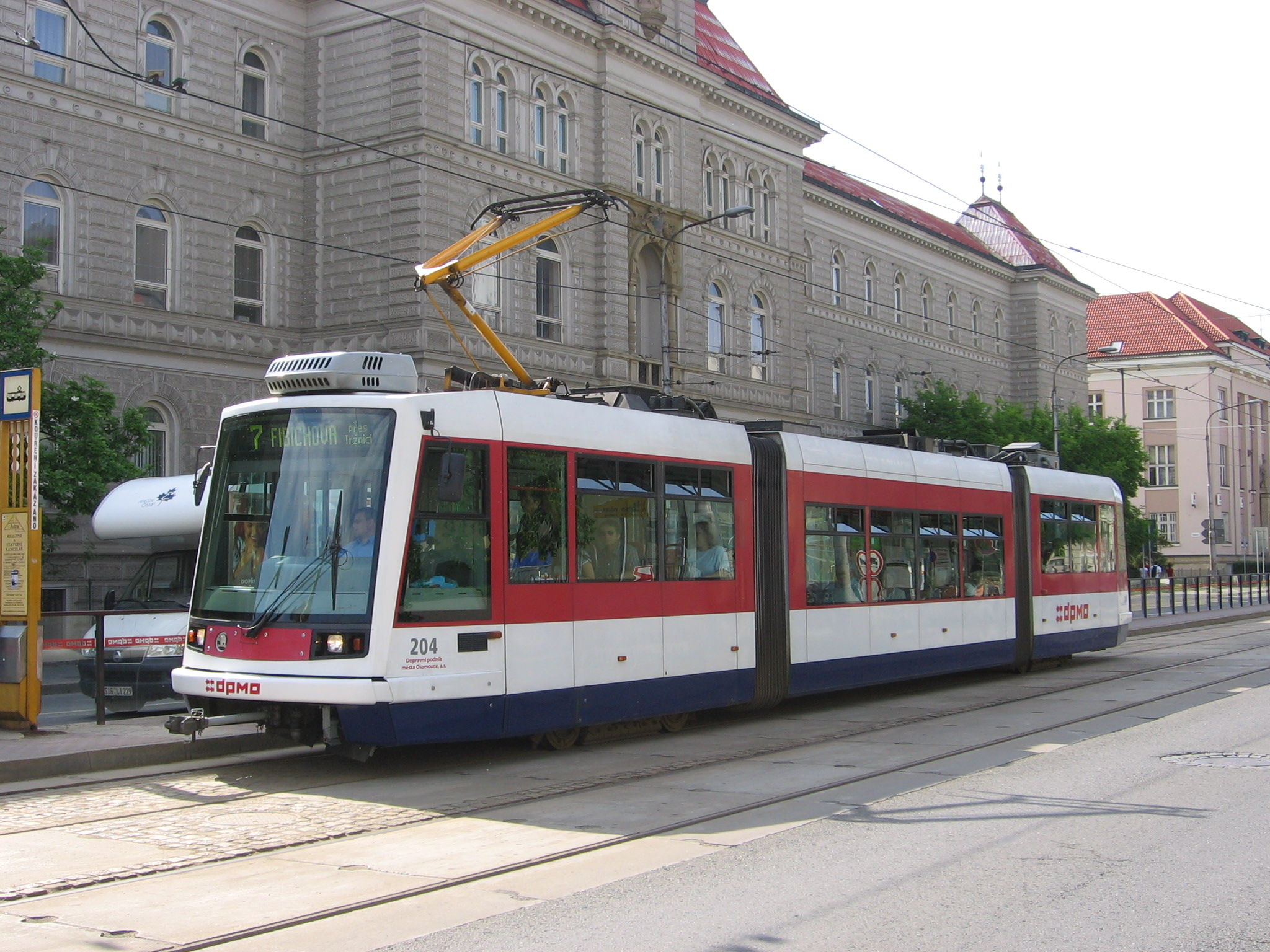
Olomoucká tramvaj Škoda 03T (Astra)

Na počátku 21. století došlo k úpravám zastávek před hlavním nádražím. V rámci celkové adaptace přednádražního prostoru byly již provedeny přeložky tramvajových tratí a zastávek. V roce 2006 bylo zakoupeno dalších pět nízkopodlažních tramvají – tři vozy Inekon 01 Trio a dvě tramvaje VarioLF, které o rok později následovala ještě třetí. V roce 2008 se vozový park rozšířil o další tři vozy typu VarioLFR.E. Dopravní podnik města Olomouce tak již vlastnil 13 nízkopodlažních tramvají. Obměna vozového parku byla od roku 2006 realizována dodávkami oficiálně rekonstruovaných nebo zcela nových vozů Vario.
Od 1. září 2007 byla zrušena linka 5, která vedla z Pavloviček kolem hlavního vlakového nádraží přes Tržnici do Neředína.
Do konce srpna 2007 probíhala půlroční rekonstrukce ulic Denisova a Pekařská v centru města. Kolejové tramvajové lože bylo odhlučněno pomocí podkladu z pryžových rohoží a byl vyměněn i kolejový svršek. Celkové náklady rekonstrukce dosáhly částky 105 milionů korun, z toho přes 30 milionů stála tramvajová trakce. K 31. prosinci 2023 zaměstnával DPMO 102 řidičů tramvají.
V červnu 2012 začala výstavba nové tratě o délce 1,4 kilometru, která vede ze Šantovky (bývalý areál Mila) kolem Mlýnského potoka, přes ulici Velkomoravskou až na křižovatku ulic Rooseveltovy a Trnkovy ve čtvrti Nové Sady. Tato první etapa se třemi zastávkami (Šantovka, V Kotlině a Trnkova), jež končila dočasnou úvratí, byla zprovozněna 29. listopadu 2013. Zavedena sem byla linka číslo 3, od 15. prosince téhož roku i linka 5. Náklady první etapy dosáhly částky 274 milionů korun, z čehož 155 milionů korun poskytlo Švýcarsko v rámci Programu švýcarsko-české spolupráce. Dopravní podnik zakoupil 14 nových oboustranných vozů VarioLF plus/o, neboť trať byla dočasně ukončena úvraťově kolejovou spojkou.
V roce 2015 byl rekonstruován úsek na třídě Svobody. Trať zůstala ve stávající stopě s ohledem na výhledovou rekonstrukci celé ulice. V roce 2017 proběhla rekonstrukce ulice 1. máje, která přinesla odhlučnění zdejší trati podobně jako výše zmíněná rekonstrukce z roku 2007. Poslední úsek trati přes centrum na ulici 8. května byl zrekonstruován v roce 2020 spolu s výstavbou nového mostu Václava Rendera, která probíhala v letech 2020–2022.
V březnu 2021 byla zahájena stavba druhé etapy tratě na Nové Sady a Povel. Úsek o délce 1,2 kilometru, vedený ulicemi Rooseveltovou, Zikovou a Schweitzerovou a rovněž zakončený dočasnou úvratí v zastávce U Kapličky, byl zprovozněn 1. listopadu 2022. V červenci 2023 byl zahájen provoz odstavného areálu tramvají v Jeremenkově ulici u smyčky Fibichova.
Dopravní podnik připravuje realizaci závěrečné třetí etapy tratě na Povel. Trať má vést podél Schweitzerovy ulice ke křižovatce s ulicemi Jižní a Slavonínskou, kde má končit zastávkou Jižní se smyčkou a také zázemím pro řidiče souprav. Město začalo koncem roku 2023 vykupovat potřebné pozemky, přes které trať povede, a dokončení výkupů bylo plánováno na konec roku 2024. V letech 2024–2025 byla provedena rekonstrukce části tramvajové trati na Novou Ulici z 80. let 20. století, a to v úsecích mezi zastávkami Wolkerova a Fakultní nemocnice a od křižovatky ulic Brněnské a Hraniční po smyčku.
Dopravní podnik v souvislosti s nákupem oboustranných tramvají EVO1/o v únoru 2025 uvedl, že má v plánu brzké vyřazení všech čtyř vozů typu Škoda 03T (z toho vůz č. 202 byl dlouhodobě odstaven již roku 2023). Olomouc by se tak stala po Plzni druhým městem, které ukončí provoz tramvají tohoto typu. V rámci modernizace vozového parku typem EVO1/o bylo oznámeno také vyřazení pěti tramvají T3R.P.

## Linky

Schéma olomouckých tramvajových tratí a zastávek s vyznačením linkového vedení v roce 2023

Po Olomouci jezdí celkem sedm linek, které jsou označeny čísly 1–7 a které se setkávají v dopravním terminálu u hlavního nádraží. Poté jede část linek přes centrum města a část po trati přes Tržnici. Na konečné zastávky jezdí linky obvykle po dvojicích, případně trojicích.

## Vozový park
V Olomouci jezdí následující typy osobních tramvajových vozů:
| Obrázek        | Typ            | Modifikace a podtypy             | Dodávky v letech | Počet (k 7. 6. 2025) |
| -------------- | -------------- | -------------------------------- | ---------------- | -------------------- |
| Tatra T3R.P    | Tatra T3       | Tatra T3R.P                      | 1983–1987        | 17                   |
| Škoda 03T      | Škoda 03T      | Škoda 03T (obchodní název Astra) | 1999             | 2                    |
| Inekon 01 Trio | Inekon 01 Trio | Inekon 01 Trio                   | 2006             | 3                    |
| VarioLF.E      | VarioLF        | VarioLF.E                        | 2006–2007        | 3                    |
| VarioLF.E      | VarioLF        | VarioLFR.E                       | 2008–2011        | 7                    |
| VarioLF.E      | VarioLF        | VarioLFR.S                       | 2012–2020        | 11                   |
| VarioLF plus/o | VarioLF plus/o | VarioLF plus/o                   | 2013             | 14                   |
| EVO1           | EVO1           | EVO1                             | 2018             | 5                    |
| EVO1           | EVO1           | EVO1/o                           | 2018–2025        | 7                    |

DPMO také vlastní 3 historické vozy, z toho jeden vlečný. Motorové vozy mají evidenční čísla 16 (z roku 1914) a 223 (z roku 1930, původně z Prahy), vlečný vůz pak číslo 99 (z roku 1951, původně z Ostravy).
V červnu 2010 začaly po městě jezdit první tramvaje vybavené kamerovým systémem s cílem zvýšit bezpečnost cestujících. Postupně jím byla vybavována všechna nově pořizovaná vozidla a zpětně byl dosazen i na nejstarší vozy Vario. V roce 2018 byly pořízeny první zcela nízkopodlažní tramvaje typu EVO1 a jejich oboustranná modifikace EVO1/o.

## Vozovna a odstavné areály
Tramvaje v Olomouci využívají od svého počátku vozovnu v Koželužské ulici z roku 1899, která sice během své dlouhé existence prošla modernizacemi, úpravami a rozšířením, ale vzhledem k její nízké kapacitě a nemožností další expanze kvůli okolní zástavbě již delší dobu nepostačuje. Již od 50. let 20. století se proto objevují ideje na stavbu nového areálu, který však dosud nebyl realizován.
V roce 1958 byla v Sokolské ulici, přímo před vozovnou, zřízena odstavná kolej, která je využívána pro odstavování tramvají, jež se již do vozovny nevešly. Prodloužena byla o dva roky později a používána je dodnes (s výjimkou let 1989–2008, kdy byla odpojena od sítě). Po demolici několika domů v Koželužské ulici bylo v roce 1984 zřízeno v těsné blízkosti vozovny větší odstavné kolejiště zvané Rubik, které bylo ještě v roce 1989 rozšířeno a které je rovněž dodnes používáno.
Vzhledem k rozšiřování vozového parku kvůli stavbě tratě na Nové Sady měl být zřízen odstavný areál u hlavního nádraží, poblíž smyčky Fibichova. Kvůli zpoždění stavby ale přistoupil dopravní podnik v roce 2013 k oplocení smyčky Nová Ulice, kde je každodenně odstavováno několik tramvají. Samotná stavba odstavné haly pro tramvaje s možností provádění lehké údržby a denního ošetření byla zahájena v září 2021. Zkušební provoz odstavu Jeremenkova započal 1. července 2023, do plného provozu byl uveden 1. září 2023. Slavnostní ukončení stavby proběhlo 21. září 2023.